# Jean de L'Espine

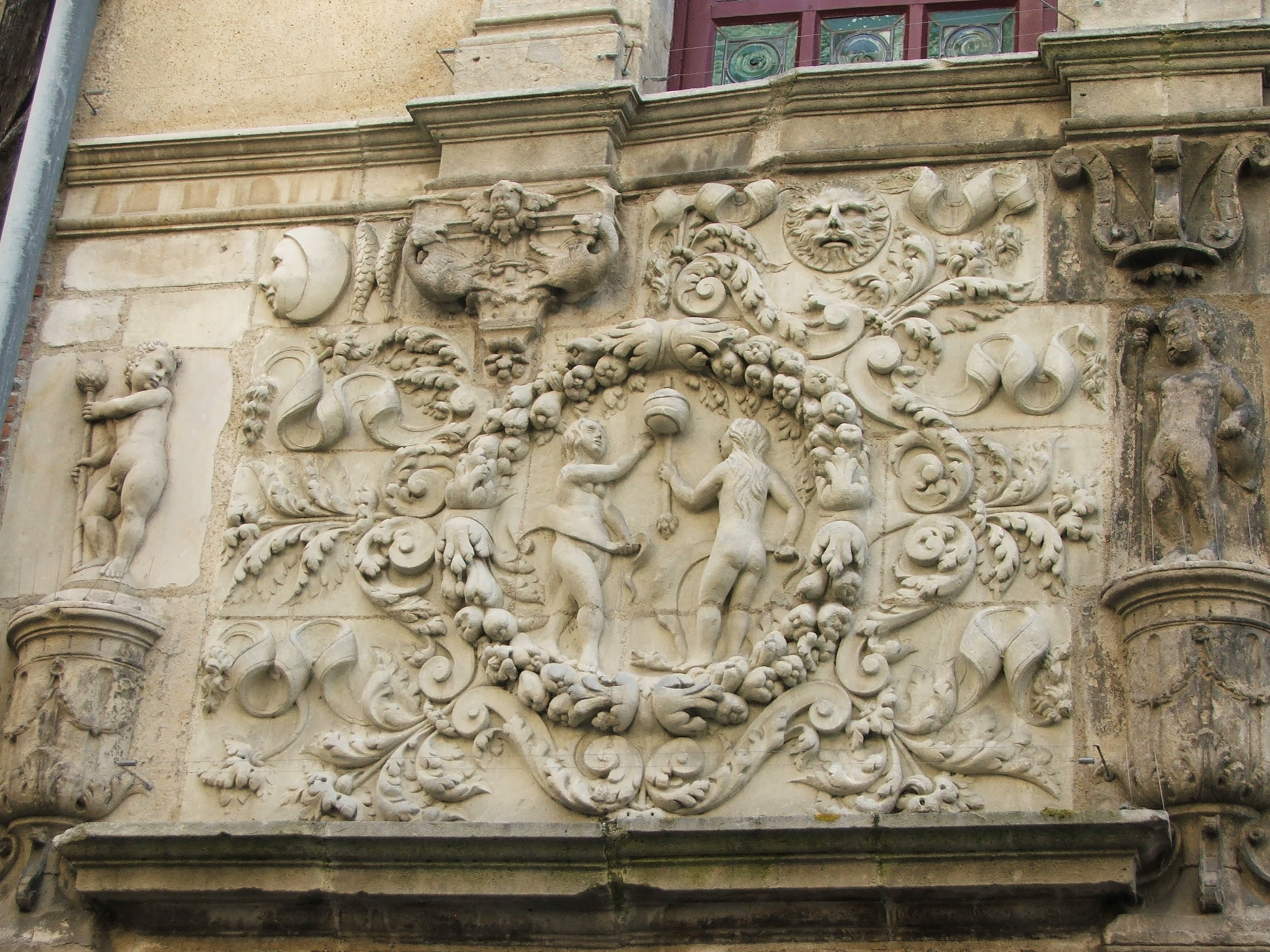
Fronton de la maison d'Adam et Eve

Jean de L'Espine (vers 1500 - vers 1570) est un médecin et astrologue français de la Renaissance. 

## Biographie
Jean de L'Espine fut le médecin de Marguerite de Navarre.
Il fit construire au Mans, entre 1520 et 1525, au 69 de la Grand-Rue, une maison, dite d'Adam et Ève, toujours visible.
Jacques Peletier du Mans qui l'a connu car il fréquentait la demeure de son père, le présente ainsi : « Cenomanenses Medicos, Ioannem Spineum Astrologum ».

## Œuvres
- Almanach Jehan de Lespine docteur en medicine calcule soubz le meridional de la cite et ville Dumans pais & autres villes circonvoysines. Pour lan mil cinq cens trente et quatre, Imprime a Paris : par Jaques Nyverd imprimeur libraire jure de luniversite de Paris demourant en la rue de la Juyfrie a lymaige sainct Pierre. Et a la premiere porte du Palays pour Pierre Lasne libraire demourant audict lieu Dumans en la grant Rue pres le Pillier Vert, [1534][2]